# Sydøsteuropa
Sydøsteuropa er en geografisk region i Europa, som primært består af Balkanhalvøen. Suveræne stater i regionen er i alfabetisk rækkefølge: Albanien, Bosnien-Herzegovina, Bulgarien, Kroatien, Cypern, Grækenland, Kosovo, Makedonien, Moldova, Montenegro, Rumænien, Serbien og delvist Italien, Slovenien og Tyrkiet. Disse grænser kan variere betydeligt alt efter politiske, økonomiske, historiske, kulturelle, etniske og geografiske overvejelser.

## Definition
Den første gang, begrebet Sydøsteuropa blev benyttet, var da den østrigske videnskabsmand Johann Georg von Hahn (1811–1869) benyttede det som et bredere begreb end det traditionelle Balkan.

### Balkan-modellen
Denne definition er baseret på Balkanhalvøen. De lande der beskrives som værende helt en del af Balkan er: Albanien, Kosovo, Bosnien-Herzegovina, Bulgarien, Makedonien og Montenegro.
Lande der delvist er en del af Balkan er: Kroatien, Grækenland, Italien, Rumænien, Serbien, Slovenien og Tyrkiet.

### Stater i Sydøsteuropa
- Albanien
- Bosnien-Hercegovina
- Bulgarien
- Kroatien[4][5][6]
- Cypern
- Grækenland
- Kosovo
- Nordmakedonien
- Moldova
- Montenegro
- Rumænien
- Serbien
- Slovenien

Regioner i andre stater
- Italien

Syditalien har historisk set genetiske bånd til Balkan da det var en del af Oldtidens Grækenland, og da der findes flere minoritetssprog i Syditalien og Norditalien, der er baseret på Balkans sprog.
- Tyrkiet

Øst-traki i Tyrkiet, som er området umiddelbart nord for Bosporus, det består af 3 % af Tyrkiets areal.